# Фрай, Давид
Давид Фрай (также Фрей, правильнее — Фре или Фрэ, фр. David Fray; род. 24 мая 1981, Тарб) — французский пианист.

## Биография
Начал учиться игре на фортепиано с 4 лет. Закончил консерваторию в Тарбе с тремя золотыми медалями (1995). С отличием закончил Парижскую консерваторию (класс Жака Рувье). Играл с крупнейшими оркестрами Франции, оркестром зальцбургского Моцартеума, амстердамским Консертгебау и др. Гастролировал в Испании, Великобритании, Южной Америке, Японии, Италии, Германии, США.
С 2008 женат на итальянской актрисе Кьяре Мути, дочери дирижёра Рикардо Мути.

## Записи
Записал диски с произведениями Шуберта-Листа (2006), Баха-Булеза-Бетховена и Баха-Булеза (2007), фортепианных концертов Баха (2008), сочинений Шуберта (2009), Моцарта (2010), Баха (2012).
В 2008 о записях пианиста снят фильм Брюно Монсенжона Swing, Sing & Think — David Fray Records JS Bach (), в 2011 — David Fray Records Mozart — Piano Concertos Nos.22 & 25.

## Премии и награды
- Лауреат конкурса молодых талантов в Экс-ан-Провансе (1995)
- Лауреат международного конкурса в Аркашоне (1998)
- Диплом За выдающееся достижение 5-го международного конкурса в Хамамацу (2003)
- Премия и грант фонда Banque populaire (2004)
- Титул ADAMI «Открытие года в классической музыке» (2004)
- Две премии Международного конкурса в Монреале (2004)
- Солист «Открытие года» комиссии Radios francophones publiques (2004)
- Премия молодому таланту на 18-м фестивале фортепианного искусства в Руре (2006, под патронажем Пьера Булеза)
- Номинация на премию Виктуар де ля мюзик (2008, 2009)
- Виктуар де ля мюзик в номинации Солист-инструменталист года (2010)